# 马可·波罗游记

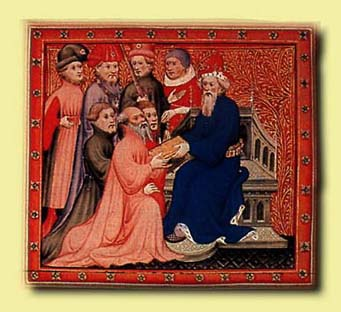
《马可·波罗游记》插图：马可·波罗和蒙古帝國大汗忽必烈在大都的王廷

《馬可·波羅遊記》，又譯《馬哥·孛羅遊記》或《馬可·孛羅遊記》，别名《东方见闻录》，是著名的遊記，记載了威尼斯人馬可·波羅從威尼斯出發至亚洲直至從中國返回威尼斯的旅行經歷、以及記述途中亞洲及非洲多國的地理及人文風貌。遊记是印刷术时代興起以前少见的流行之作，成書後影響了歐洲人對東方的認識及探索。在马可波罗的有生之年，该书被翻译为很多欧洲语言，但原始抄本已经遗失。

## 成書過程
遊記由馬可·波羅在1298年到1299年于热那亚的监狱中口述，作家鲁斯蒂谦以古法語代為记录完成，當時兩人因熱那亞與威尼斯的戰事中為威尼斯出戰，及後戰敗被監禁而在監獄裡結識。

## 內容大綱

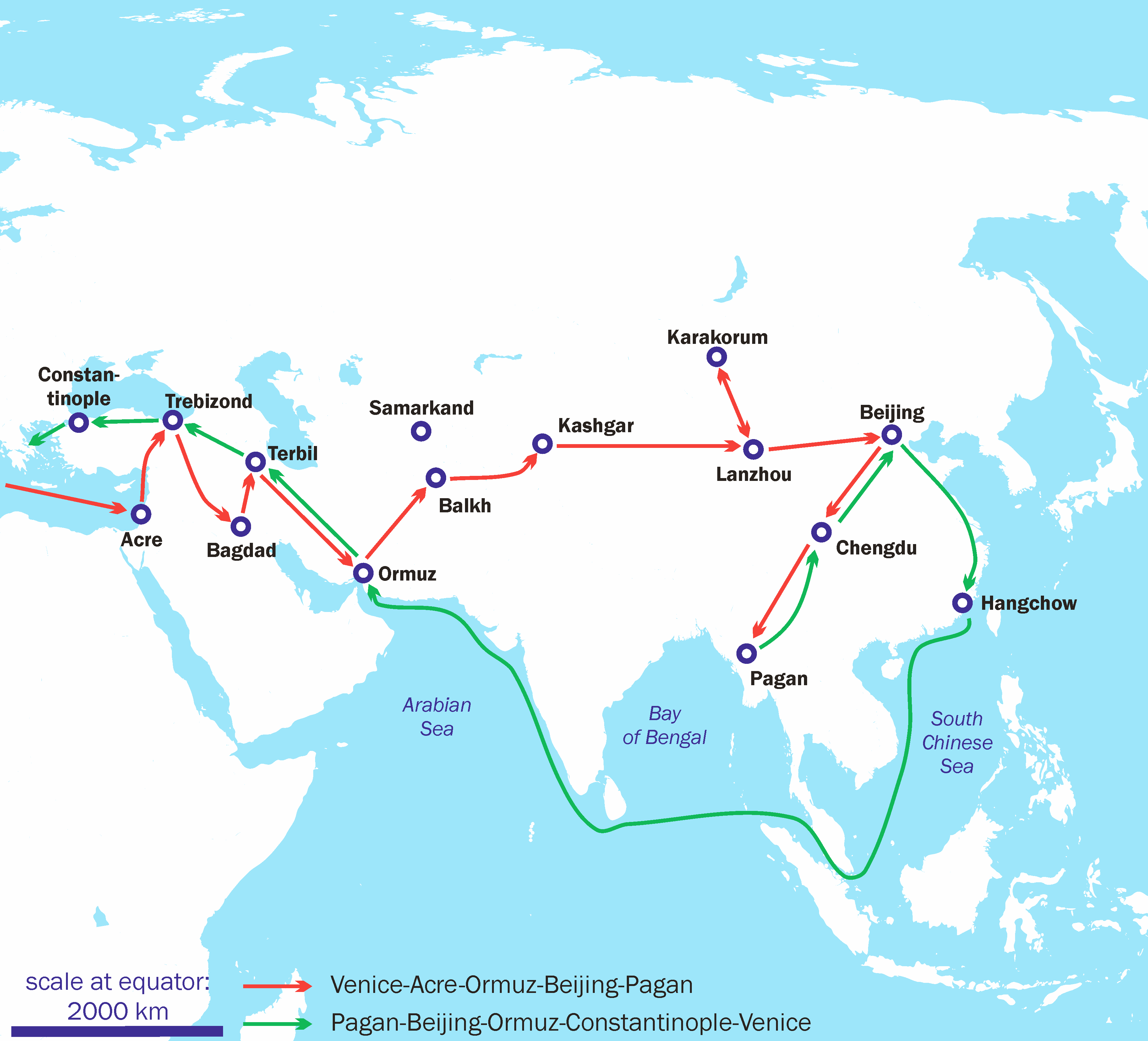
馬可·波羅前往中國及返回威尼斯的路線圖

《马可·波罗游记》全书共分四卷，每卷分章，每章叙述一地的情况或一件史事，共有229章。游记第一卷叙述在前往中国的路上所经过的中东和中亚。第二卷叙述中国和忽必烈，第三卷叙述东方的沿海地区：日本、印度、斯里兰卡、东南亚，以及非洲东岸。最后，第四卷记叙最近在蒙古和俄国等国之间的战争。

## 遣詞
马可波罗称中国北方为契丹（Cathay），南方为蛮子（Manji）、佛教為偶像崇拜（Idol-worship）。

## 重要性
《马可·波罗游记书》中记述的国家，城市的地名达100多个，且包括山川地形、物产、气候、商贾贸易、居民、宗教信仰、风俗习惯等，该书在中古时代的地理学史、亚洲历史、中西交通史和中意关系史诸方面，都有着重要的历史价值。

## 真確性
《马可·波罗游记书》的內容存在疑點，一直引起學術者討論到底马可·波罗曾抵達中國，或內容只是道聽途說得來。